# Distretto di Dishu
Il distretto di Dishu è un distretto dell'Afghanistan situato nella provincia dell'Helmand, vicino al confine con il Pakistan. La popolazione, costituita all'80% da Pashtun e al 20% da Baluchi, nel 2002 era stimata in 20.600 unità. Il centro del distretto è il villaggio di Dishu; la maggior parte degli insediamenti si trova lungo il fiume Helmand.